# Philonome
Philonome is een geslacht van vlinders van de familie sneeuwmotten (Lyonetiidae).

## Soorten
- P. clemensella Chambers, 1874
- P. cuprescens Walsingham, 1914
- P. euryarga Meyrick, 1915
- P. luteella (Chambers, 1875)
- P. rivifera Meyrick, 1915
- P. spectata Meyrick, 1920